# 和舍镇
和舍镇，是中华人民共和国海南省临高县下辖的一个乡镇级行政单位。

## 行政区划
和舍镇下辖以下地区：
和舍社区、布大村、抱堂村、新风村、茶胡村、先光村、布佛村、罗爷村、铺仔村、群儒村和罗忱村。